# 平山征夫
平山 征夫（ひらやま いくお、1944年〈昭和19年〉7月21日 - ）は、日本の政治家、大学教員。新潟県知事（公選第14・15・16代、在任1992年 - 2004年）。新潟県知事時代に大地の芸術祭 越後妻有アートトリエンナーレを発案し、開催に漕ぎ着けた。長岡技術科学大学特任教授、事業創造大学院大学非常勤教員。新潟国際情報大学前学長（在任2008年 - 2018年）。

## 略歴
- 1944年7月21日 - 新潟県柏崎市生まれ
- 1963年3月 - 新潟県立柏崎高等学校卒業
- 1967年3月 - 横浜国立大学経済学部卒業
- 1967年4月 - 日本銀行入行
- 1989年5月 - 日本銀行新潟支店長
- 1992年5月 - 日本銀行仙台支店長
- 1992年10月25日 - 金子清の辞職（東京佐川急便事件）による選挙で初当選、第54代新潟県知事（公選制で7人目）に就任
- 1996年10月20日 - 任期満了に伴う新潟県知事選挙で再選
- 2000年10月22日 - 任期満了に伴う新潟県知事選挙で3選
- 2004年10月24日 - 新潟県知事を退任
- 2005年1月 - ロシア科学アカデミー極東支部経済研究所名誉博士
- 2005年4月 - 長岡技術科学大学特任教授（地域政策論）
- 2007年4月 -  事業創造大学院大学非常勤教員（東アジア経済論、2008年3月まで）
- 2008年4月 - 新潟国際情報大学学長
- 2014年11月 - 旭日重光章受章[1]
- 2018年3月 - 新潟国際情報大学学長を退任

## 平山県政
東京佐川急便事件に関わったとして金子清が辞職したことに伴い行われた1992年新潟県知事選挙にて、自民党と社会党からの推薦を受け出馬し、長﨑明を破り当選した。ロシアとの交流に積極的であり、1994年8月には新潟市にロシア総領事館を開設することなった。巻原発に関しては推進の方向性を取り、合意形成を進めるよう資源エネルギー庁に要望を行っていた。ナホトカ号重油流出事故では県Ｎ号（ナホトカ）流出油災害対策本部を立ち上げた。

### 知事襲撃事件
1998年12月17日、新潟市内のホテルで開かれる会合に向かうために県庁の正面玄関に向かったところ、右翼団体の男によって刃物で襲撃された。男は背広姿で「万景峰号はどうするんだ」と叫び「知事ならば何でもできるはずだ」と迫り首に抱きつき千枚通し様のもので切り付けた。怪我の程度は軽傷で済み、知事は「抗議は自由だが、暴力で訴えることは許せない」と会見にて語った。男は翌年1月7日に新潟地検に傷害罪で起訴された。

動機はテポドン発射に際して万景峰号が国民の脅威になると男が感じ、万景峰号の入港拒否、警備体制強化の男の申し入れを断られたことによるものであり、1999年3月30日に男は懲役一年六カ月の実刑判決が下った。

## 主な著書
- 『私はこんな知事になりたかった』(2009年、朝日新聞出版)
- 『終列車出発す! : しゃべっちょ古稀からの独り言 : 平山征夫回顧録』創藝社、2021年11月。ISBN 9784881442609。全国書誌番号:23614881。